# Ballocephala sphaerospora
Ballocephala sphaerospora är en svampart som beskrevs av Drechsler 1951. Ballocephala sphaerospora ingår i släktet Ballocephala och familjen Meristacraceae.   Inga underarter finns listade i Catalogue of Life.